# Internment
«Internamiento» —título original en inglés: «Internment»— es el quinto episodio de la cuarta temporada de la serie de televisión The Walking Dead. Fue dirigido por David Boyd y el guion estuvo a cargo de Channing Powell. La cadena AMC lo emitió en los Estados Unidos el 10 de noviembre de 2013; FOX hizo lo propio en Hispanoamérica y España el día 11 y 12 del mismo mes, respectivamente.
En el episodio, múltiples amenazas presionan a los habitantes de la prisión: el aumento de los caminantes fuera de las puertas de la prisión, y las condiciones de deterioro de las personas infectadas por el virus mortal. Este episodio marca el regreso de El Gobernador (David Morrissey), que ha estado ausente desde el último capítulo de la tercera temporada "Welcome to the Tombs".

## Argumento
Rick Grimes (Andrew Lincoln) regresa a la prisión e informa a Maggie Greene (Lauren Cohan), que había estado eliminando una gran manada de caminantes en la valla, y le puso al tanto sobre el desterrar a Carol Peletier (Melissa McBride) por matar a dos de los suyos. Dentro del bloque A en cuarentena, las condiciones continúan empeorando para las personas infectadas por el virus mortal. Hershel Greene (Scott Wilson) atiende a los pacientes, con la ayuda de Sasha (Sonequa Martin-Green) y Glenn Rhee (Steven Yeun). Hershel comienza a cerrar las puertas de las celdas de todos, siguiendo el consejo del moribundo Dr. Caleb Subramanian (Sunkrish Bala) y mata a aquellos que sucumben al virus lejos de la vista de los demás.
Después de enterarse del exilio de Carol, Hershel regresa al bloque de celdas, donde descubre a Sasha inconsciente, a quien revive, sin saber que en la celda contigua, había una paciente muerta, que en ese instante se reanima como un caminante. Cuando muere el hombre que Glenn ventila manualmente; Glenn intenta pedir ayuda, comienza a ahogarse con su propia sangre y se desmaya. Lizzie (Brighton Sharbino) encuentra a Glenn mientras el hombre intubado se reanima como caminante y la niña inmediatamente llama a Hershel. Esto alerta al caminante hembra, a atacar a Hershel. El caos estalla cuando los caminantes proliferan dentro del bloque de celdas; Hershel mata al Dr. Subramanian zombificado para recuperar sus armas para matar a los caminantes, mientras que Lizzie atrae al caminante intubado lejos de Glenn. Rick y Maggie oyen disparos desde la prisión y Rick le dice a Maggie que ayude a su padre, mientras él recluta a su hijo Carl (Chandler Riggs) para que lo ayude con la cerca.
Volviendo al lado de un Glenn inconsciente, Hershel se da cuenta de que necesita la máscara de válvula de bolsa todavía atada al caminante intubado, y lucha por la bolsa. Maggie se dirige a la sala de visitas, mata a los muertos vivientes restantes y dispara al caminante intubado, lo que permite a Hershel recuperar la bolsa para Glenn. Afuera, la valla cede y entra una horda de caminantes. Rick y Carl se arman con rifles de asalto y les disparan. Inmediatamente después de que terminen, la camioneta con Daryl Dixon (Norman Reedus), Michonne (Danai Gurira), Tyreese ( Chad L. Coleman) y Bob Stookey (Lawrence Gilliard Jr.) llega con la medicina necesaria para el resto de los enfermos, y Carl le asegura a su padre que estarían bien. Tyreese va y acuna a su hermana en sus brazos, mientras Bob va a administrarle drogas a Glenn. Hershel regresa a la celda del Dr. Subramanian, abre su Biblia y rompe a llorar por su amigo caído.
A la mañana siguiente, una aparente tranquilidad en la comunidad penitenciaria, Hershel le informa a Tyreese que Glenn y Sasha sobrevivieron y están en un buen estado de salud y entonces Daryl pregunta por Carol. Hershel lo mira y le miente diciéndole que estaba bien, pero le sugiere hablar con Rick. Michonne carga los cadáveres de los caminantes en un camión y ella y Hershel abandonan la prisión para deshacerse de ellos. Mientras Rick y Carl cuidan sus cultivos, un hombre observa la prisión desde más allá de las puertas: El Gobernador (David Morrissey).

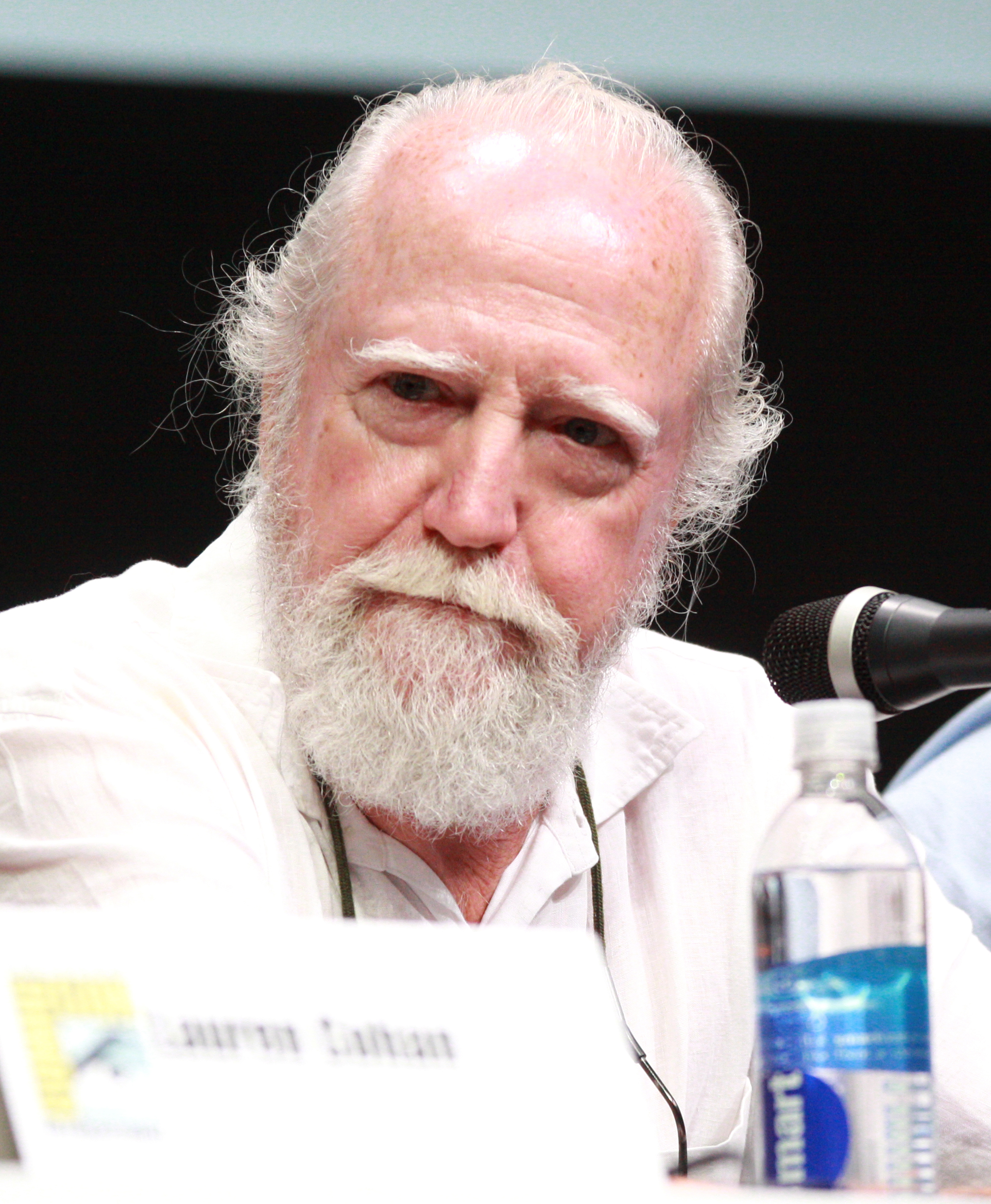
Scott Wilson quien interpreta a Hershel Greene obtuvo grandes críticas positivas sobre el desarrollo de su personaje en este episodio

## Producción
Melissa McBride y Emily Kinney no aparecen en este episodio, pero son acreditadas. 

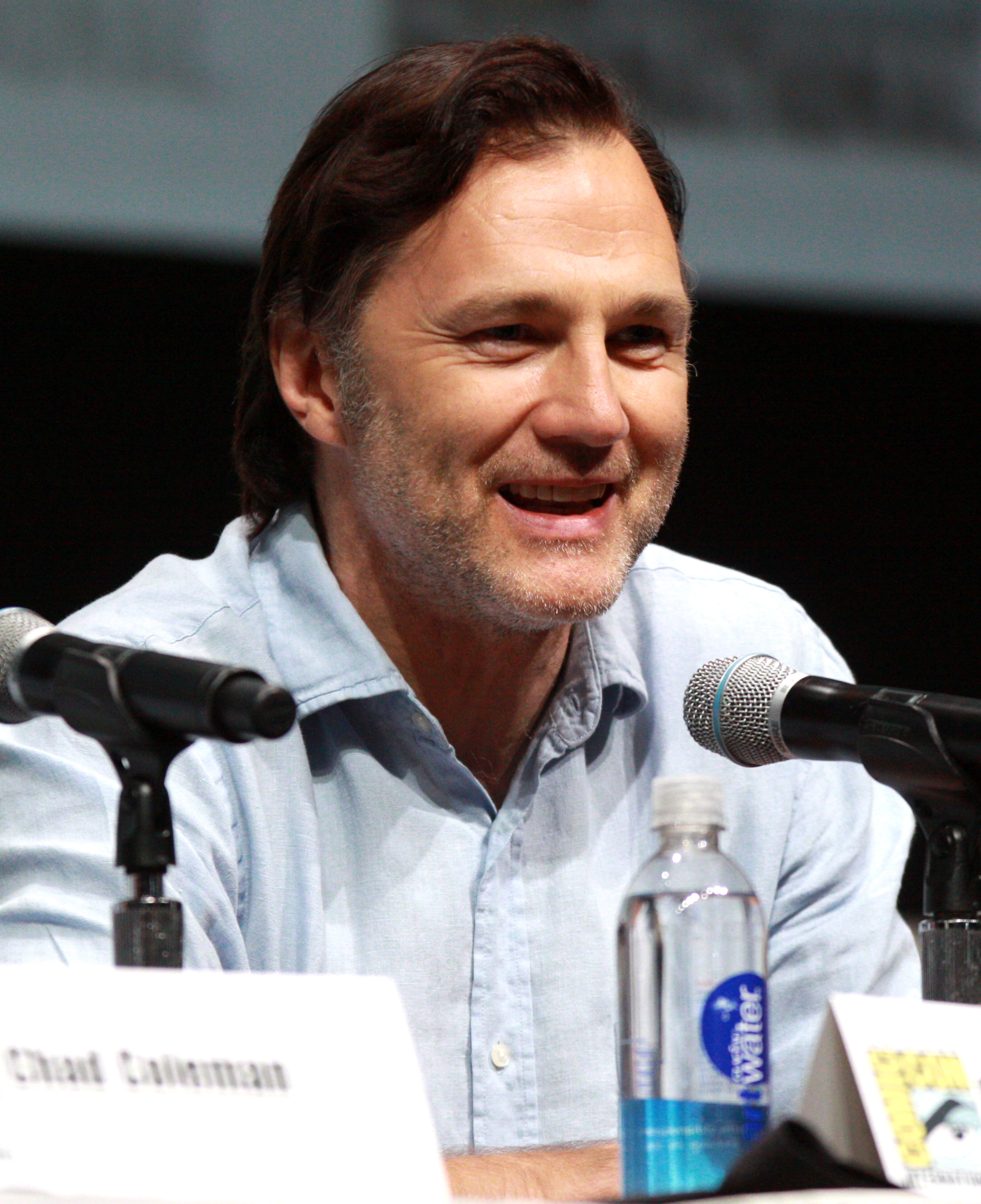
"Internment" marca el regreso de David Morrissey (Foto tomada en 2013) en el papel de El Gobernador, quien estuvo ausente desde el final de la tercera temporada.

El episodio fue escrito por el coproductor Channing Powell, su primer crédito como escritor para la serie después de unirse al equipo de guionistas de esta temporada. Fue dirigida por David Boyd, quien previamente dirigió el episodio 13 de la tercera temporada "Arrow On The Doorpost" y sirvió como el director de fotografía de la serie durante las dos primeras temporadas. 
Este episodio marca el regreso de El Gobernador (David Morrissey), que aparece al final del episodio. No apareció en los créditos de apertura del episodio para mantener su regreso una sorpresa para los fanes.[cita requerida]

## Recepción

### Índice de audiencia
Tras su emisión original, "Internment" recaudó 12,20 millones de espectadores y una calificación de 6,2 en los adultos 18-49. Esto fue por debajo de 13,31 millones de espectadores de la semana pasada, e incluso con la semana pasada 18-49.

### Críticas
Terri Schwartz de Zap2it llama el episodio "uno de los episodios más estresantes de The Walking Dead en la cuarta temporada, pero también uno de los mejores. Con Hershel en el centro del episodio y el virus en su apogeo, las apuestas eran nunca superior a los sobrevivientes en la prisión."

Roth Cornet de IGN le dio una opinión muy positiva, al anotar que 9 de cada 10, afirmando que "estaba lleno de un gran caminante y de la acción de ametralladora, pero en última instancia sirvió como un momento para demostrar la importancia de un enfoque equilibrado para ambas liderazgo y crianza de los hijos.